# Dentobunus auratus
Dentobunus auratus is een hooiwagen uit de familie Sclerosomatidae.